# Revistas literarias de Argentina
En Argentina, las revistas literarias fueron cruciales en la difusión de nuevos escritores, intelectuales y académicos, además de ser un punto de encuentro para el intercambio de las diferentes perspectivas sobre la literatura y los posicionamientos políticos en relación con los modelos literarios. 

## Revista Babel
Babel fue una revista literaria fundada en 1921 en Buenos Aires, Argentina por Samuel Glusberg, que usaba el nombre de Enrique Espinoza, quien había nacido en Kishinev, que por entonces pertenecía al Imperio Ruso y vivía desde corta edad en Buenos Aires. Luego de publicarse por siete años a partir de 1921 la revista desapareció para ser refundada por el mismo Glusberg en Santiago de Chile en 1939. 

## Revista Contorno
Fundada en 1953 por Ismael Viñas, a quien se agregaría luego David Viñas, fue la revista emblemática de la intelectualidad argentina de izquierda, que aglutinaría un grupo de jóvenes a su alrededor que volverían a poner en tensión la problemática de la relación entre literatura y sociedad. La revista tuvo sólo diez números y dos cuadernos, y cerró en 1959.

## Revista Contra
La revista Contra. La revista de los francotiradores fue creada y dirigida por Raúl González Tuñón entre abril y septiembre de 1933. Trataba de reflejar las principales discusiones estéticas e ideológicas de los comienzos de la década de 1930, en especial en vistas a las tensiones provocadas por el dogmatismo del Partido Comunista, sobre todo en lo que se refería al papel del arte, el artista y la autonomía del arte en los procesos revolucionarios, y el rol de los intelectuales y artistas en la militancia de izquierda.

## Revista Capítulo, la historia de la literatura argentina- (Centro Editor de América Latina)
Proyecto editorial y cultural nacido el 21 de septiembre de 1966 que contó con colaboradores de renombre y buscó ampliar la difusión a partir de fascículos semanales a bajo costo. Tuvo su primera edición en agosto de 1967 y la n.º 59 en septiembre de 1968.Segunda Edición de la colección se publicó desde 1979 a 1980. Con cada entrega se entregaba un libro en formato pequeño de La Biblioteca Argentina Fundamental. 

## Revista Literal
Revista Literal fue una revista de literatura, crítica literaria, psicoanálisis y crítica de la cultura fundada por Germán García y editada en Buenos Aires entre 1973 y 1977. Se definía como una revista de vanguardia, y Germán García, Osvaldo Lamborghini y Luis Gusmán figuran entre sus principales integrantes. Literal/1 apareció en 1973, Literal 2/3 en 1975 y Literal 4/5 en 1977.
```
Revista 
Los pensadores
```

Los pensadores comenzó en 1922, dirigida por Antonio Zamora, como una colección de obras selectas, pero en 1924 se transformó en revista y se continuaría publicando hasta 1926. Elías Castelnuovo, Leónidas Barletta y César Tiempo fueron algunos de sus principales integrantes. Los pensadores, junto a la revista Claridad,  Dínamo y Extrema izquierda, fue una de las principales revistas ligadas al grupo de Boedo.

## Revista Martín Fierro
Martín Fierro fue una revista literaria argentina que se publicó entre febrero de 1924 y 1927. Fue fundada por su director Evar Méndez y por José B. Cairola, Leónidas Campbell, H. Carambat, Luis L. Franco, Oliverio Girondo, Ernesto Palacio, Pablo Rojas Paz y Gastón O. Talamón. Llegó a tirar unos 20.000 ejemplares.

## Revista Mil Mamuts
Revista dedicada exclusivamente a la publicación de cuentos de autores latinoamericanos vivos, empezó a publicarse en 2005. Fue importante para la difusión en Argentina a autores como Joāo Gilberto Noll, Héctor Abad Faciolince, Henry Trujillo o Eduardo Antonio Parra. Reavivó por primera vez tras el "boom" latinoamericano la idea de una literatura propia del subcontinente.

## Revista Proa
En 1922 fue fundada por Jorge Luis Borges. La revista fue de corta duración, apenas se publicaron dieciocho números en sus primera y segunda época.

## Revista Setecientosmonos
Fundada en Rosario en 1964 por Juan Martini y Carlos Schork, a quien se agregaría luego Nicolás Rosa.

## Revista Punto de Vista
Fundada en 1978 por Beatriz Sarlo, quien la dirige en la actualidad, reúne artículos de expertos en literatura. En 2004 la Revista recibió el Premio Konex en la disciplina "Ediciones".

## Revista Leoplán
Fundada por Ramón Sopena en 1933 y publicada hasta 1965, fue junto con la Revista Sur, una de las de mayor publicaciones de la argentina.

## Revista La Luna Que Se Corto Con La Botella
Fundada en 1975 por los poetas Omar Cao, Hugo Salerno y Corina Isabel Ortiz, fue parte de las actividades literarias del grupo del mismo nombre. Funcionaron en la zona oeste del Gran Buenos Aires hasta que en 1978 pasaron a realizar sus actividades en la Biblioteca Rodo del barrio de Mataderos. Luego del incendio de la biblioteca en plena dictadura militar, el grupo volvió al conurbano en donde continua hoy día.

## Revista Sur
Fundada por la célebre escritora Victoria Ocampo en 1931, la revista tuvo entre sus colaboradores a figuras de la talla de Jorge Luis Borges, José Bianco, Waldo Frank, Walter Gropius, Alfonso Reyes Ochoa, etc. Aunque publicaba autores tanto de derecha como de izquierda, la revista tuvo en su momento un claro perfil antinazi y antifranquista, y celebró el triunfo aliado en la Segunda Guerra Mundial. Posteriormente, tomó un claro perfil antiperonista, y festejó la caída del gobierno de Juan Domingo Perón a manos de la Revolución Libertadora en 1955. Por último, surgieron diferencias que derivaron en el alejamiento de José Bianco como secretario de redacción por su participación como jurado en el Premio Casa de las Américas.
El primer número de la revista salió en el verano de 1931 y su último número se publicó en 1992, se publicaron 371 ejemplares (en los últimos veintiséis años la aparición de cada número fue cada vez más espaciada. Entre 1931 y 1966 se editaron 305 números de la revista, y en los siguientes 26 años se editaron sólo 67 números).
La editorial Sur
Fundada en 1933 también por Victoria Ocampo. En la editorial fueron publicados autores como Jorge Luis Borges, Juan Carlos Onetti, José Bianco, Vladimir Nabokov, Federico García Lorca, Albert Camus, Adolfo Bioy Casares, entre otros.

## Buenos Aires Poetry
Fundada en el 2013 por Juan Arabia, Buenos Aires Poetry es un proyecto editorial independiente, de formación crítica, y una Revista Literaria Argentina de crítica literaria, poesía y estudios culturales. ISSN: 1853 – 5887 – ISSN PAPEL: 2344-9950 – Indexado a Latindex (folio 23498)

## Revista Los Tiempos Nuevos
Fundada por la escritora Graciela Maturo y Sergio Fuster en 2013 y se publicó hasta 2019 alcanzando 16 números. Fue una revista electrónica que cada año editó un anuario impreso. En sus orígenes se llamó Kairós y a partir del tercer número se pasó a llamar Los Tiempos Nuevos. La misma reunía la reflexión política, además que edita ensayos filosóficos, literarios e históricos con la intención de pensar la época situada en el contexto de América Latina.

## Revista Gambito de papel
Fundada en el año 2014 en la ciudad de La Plata por Jerónimo Corregido, Fernando Manzini, Daniel Schechtel y Mariano Martínez Ethelou, Gambito de papel es una revista literaria en formato impreso (con versión digital disponible) que aún se encuentra en actividad. Sus quince números publicados ofrecen cuentos, poemas, ensayos, traducciones, entrevistas, obras de teatro, fragmentos de novelas, reseñas y otros textos literarios de clasificación genérica más esquiva, por lo general, en carácter de inéditos. Estos textos suelen ir acompañados de ilustraciones y pinturas originales (con El Hombre Grenno como principal colaborador). En sus números, se pueden encontrar entrevistas a escritores argentinos de la talla de Juan Bautista Duizeide, Abelardo Castillo y Liliana Heker. La estética que se privilegia está ligada a la imaginación y al énfasis creativo, a la exploración del lenguaje bajo la luz de la tradición, y se publican textos de escritores consagrados y nóveles. Por otra parte, el espacio de la revista igualmente aloja una multiplicidad de búsquedas dispares. Las presentaciones y eventos de la revista incluyen muestras interdisciplinarias con proyecciones en vivo, eventos musicales, performances y pintura en vivo.
En los últimos dos años, la revista se ha expandido a México y fue presentada en Morelia, en Guadalajara (en el marco de la Feria Internacional del Libro de Guadalajara, FIL) y en León (Feria Nacional del Libro de León, FENAL). Asimismo, se han sumado colaboradores de este país, como el poeta Carlos Vicente Castro y la pintora Fernanda Saavedra, y de latitudes incluso más lejanas, como el neerlandés Akim A. J. Willems y el escocés Joseph Melling. Actualmente está dirigida por Jerónimo Corregido, Daniel Schechtel y Santiago Astrobbi Echavarri.